# Kolektor ssący
Uzasadnienie: nazwy są zamienne
Kolektor ssący – przewód wykonany z metalu lub tworzywa sztucznego, podłączany do głowicy silnika i służący doprowadzeniu powietrza lub mieszanki paliwowo-powietrznej do cylindra. 
Budowa kolektorów ssących bywa różna. Można je podzielić ze względu na liczbę rur (zależną od liczby cylindrów), sposób zasilania silnika, miejsce usytuowania gaźnika i układu wtrysku paliwa.